# Rorodt
Rorodt là một đô thị ở huyện Bernkastel-Wittlich, trong bang Rheinland-Pfalz, Đô thị Rorodt có diện tích 3,41 km², dân số thời điểm ngày 31 tháng 12 năm 2006 là 54 người.